# Lexikon der Illustration im deutschsprachigen Raum seit 1945
Das Lexikon der Illustration im deutschsprachigen Raum seit 1945 (LdI) ist das erste einschlägige Lexikon für Illustration in deutscher Sprache. Es handelt sich um ein als Loseblattsammlung angelegtes Nachschlagewerk, das Informationen zu derzeit etwa 80 Künstlerinnen und Künstlern versammelt, die in den vergangenen Jahrzehnten wesentliche Beiträge zur Illustration auf dem deutschsprachigen Buch- und Zeitschriftenmarkt geleistet haben.

## Herausgeber
Die Stiftung Illustration begründete das Lexikon im Jahr 2005 und gibt es seitdem im Verlag edition text + kritik heraus. Das Loseblattwerk umfasst etwa 1100 Seiten in zwei Ordnern.

## Aufbau und Schwerpunkt
Die Sortierung erfolgt nach der alphabetischen Reihenfolge der Illustratoren. Die Artikel gliedern sich in Biogramm, Werküberblick und Bildteil. Die Biogramme geben eine Übersicht über Leben und Auszeichnungen der Künstler. In ausführlichen Essays werden schwerpunktmäßig Arbeiten der jeweiligen Illustratoren aus der Zeit nach 1945 vorgestellt und analysiert. Aber auch frühere Werke werden berücksichtigt, wenn sie von besonderer kunsthistorischer Bedeutung sind und die zeitgenössische Illustration maßgeblich beeinflusst haben. Ferner werden auch die Tätigkeiten der Künstler in verwandten Bereich wie zum Beispiel dem Cartoon, dem Comic, der Plakatgestaltung oder der Werbegrafik einbezogen. Die Bibliografien liefern ein vollständiges Verzeichnis der illustrierten Bücher sowie die wichtigste Sekundärliteratur. In einem umfangreichen farbigen Bildteil wird zudem eine repräsentative Auswahl des Schaffens dokumentiert.

## Kritik
„Hinsichtlich des [...] Detailreichtums der Darstellung, aber auch mit Blick auf die sehr anschaulichen Würdigungen der Porträtierten ist das LdI ein Beispiel für vorzügliche biografische Lexikografie.“

„Bilderbücher sind selten nur für junge Leute interessant, zumindest die guten. Dass in ihren Zeichnungen jedoch immer auch ein Stück Zeitgeschichte mitschwingt, das zeigt jetzt das Lexikon der Illustration im deutschsprachigen Raum seit 1945.“

## Ausgabe und Rezension
- Stiftung Illustration (Hrsg.): Lexikon der Illustration im deutschsprachigen Raum seit 1945 (LdI). edition text + kritik, München 2012, ISBN 978-3-86916-191-4 (Grundwerk einschließlich der 3. Nachlieferung).
- Stefan Jordan In: sehepunkte. Ausgabe 10 (2010), Nr. 2, abgerufen am 13. Juli 2012.
- Laura Weißmüller In: Süddeutsche Zeitung. 19. Mai 2010.